# Decydująca noc
Decyduąca noc (ang. A Christmas Carol) – amerykański film  z 1938 roku w reżyserii Edwina L. Marina. Film powstał na podstawie opowiadania Karola Dickensa pod tytułem Opowieść wigilijna i na podstawie scenariusza napisanego przez Hugona Butlera.

## Obsada
- Reginald Owen jako Ebenezer Scrooge
- Gene Lockhart jako Bob Cratchit
- Kathleen Lockhart jako pani Cratchit
- Terry Kilburn jako Tiny Tim Cratchit
- Barry MacKay jako Fred (siostrzeniec Scrooge'a)
- Lynne Carver jako Bess (narzeczona Freda)
- Bunny Beatty jako Martha Cratchit (niewymieniona w czołówce)
- June Lockhart jako Belinda Cratchit (niewymieniona w czołówce)
- John O'Day jako Peter Cratchit (niewymieniony w czołówce)
- Leo G. Carroll jako duch Marleya
- Ann Rutherford jako Duch minionych świąt Bożego Narodzenia
- Lionel Braham jako Duch teraźniejszych świąt Bożego Narodzenia
- D'Arcy Corrigan jako Duch przyszłych świąt Bożego Narodzenia
- Ronald Sinclair jako młody Scrooge
- Elvira Stevens jako Fran Scrooge (niewymieniona w czołówce)
- Forrester Harvey jako Fezziwig (niewymieniony w czołówce)
- Olaf Hytten jako nauczyciel (niewymieniony w czołówce)
- Harry Cording jako kelner (niewymieniony w czołówce)
- Halliwell Hobbes jako duchowny (niewymieniony w czołówce)
- Charles Coleman jako pierwszy prawnik (niewymieniony w czołówce)
- Matthew Boulton jako drugi prawnik (niewymieniony w czołówce)
- John Rogers jako sprzedawca kasztanów (niewymieniony w czołówce)
- Cliff Severn jako chłopiec kupujący indyka (niewymieniony w czołówce)